# Marek Klásek
Marek Klásek (* 26. ledna 1975) je současný český stolní tenista. Aktuálně v únoru 2007 je na 97. místě mezinárodního žebříčku ITTF,nejlépe na 83. místě, dlouhodobě se pohybuje v první stovce tohoto žebříčku. Marek Klásek je členem české reprezentace. Jeho největším individuálním úspěchem je vítězství na mezinárodním turnaji Pro Tour v Chile v roce 2004, největším reprezentačním úspěchem dvě bronzové medaile z Mistrovství Evropy družstev z let 2003 a 2005, 5. místo na MS družstev 2006. Dvakrát nejlepší hráč Play Off České extraligy. Několikanásobný Mistr České republiky (jednotlivci 1x, družstva 2x, čtyřhra 2x.)